# Čeřovka
Čeřovka (331 m n. m.) je vrch v okrese Jičín Královéhradeckého kraje, ležící při severním okraji města Jičín, v severní části Valdického Předměstí, na katastrálním území Jičín. U vrcholu kopce stojí rozhledna zvaná Milohlídka.

## Geologie
Z minerálů se na lokalitě vyskytuje amfibol, augit, hlízovitý kalcit, magnetit, titanomagnetit, olivín a zeolity jako například natrolit.

## Geomorfologické zařazení
Vrch náleží do celku Jičínská pahorkatina, podcelku Turnovská pahorkatina, okrsku Jičínská kotlina, podokrsku Úlibická tabule a Zebínské části.

## Mykologie
Z hub roste na Čeřovce například třepenitka svazčitá, křehutka vodomilná, vláknice.[zdroj⁠?!] Z jedlých hřib žlutomasý, ucho Jidášovo, pýchavka obecná, pečárka lesní, pečárka ovčí, špička obecná, penízovka sametonohá.
Vzácnější houby zastupuje hřib nachový, hřib satan, hřib plavý nebo muchomůrka stroupkatá.

## Květena
Většinu plochy Čeřovky tvoří les jehož základem je dubohabřina. Hlavními dřevinami jsou dub letní a habr obecný. Na severní straně porost doplňuje buk lesní. Z dalších listnatých dřevin je to lípa malolistá, jasan ztepilý, javor babyka, jilm horský, jilm habrolistý, bříza bělokorá. Jehličnaté dřeviny zastupuje smrk ztepilý a modřín opadavý.
Mezi introdukované dřeviny patří douglaska tisolistá, tsuga kanadská, borovice černá, cypřišek Lawsonův a invazivní trnovník akát.
Keřové patro zastupuje bez černý, pámelník bílý, brslen evropský či břečťan popínavý.
Bylinné patro tvoří sasanka hajní, pitulník žlutý, lipnice hajní, kuklík městský, hrachor černý, hrachor jarní, strdivka nící, kopretina řimbaba, ptačinec hajní či netýkavka malokvětá.

## Zvířena
Na Čeřovce se vyskytuje jedenáct druhů ohrožených živočichů. Z hmyzu čmelák luční, čmelák rokytový, čmelák zemní, pačmelák panenský. Saproxylický hmyz zastupuje vzácný kovařík rezavý. Z ohroženého ptactva na lokalitě hnízdí krutihlav obecný, do prostoru lesoparku zaletuje rorýs obecný. Z plazů byl popsán slepýš křehký. V lesoparku je menší populace veverky obecné. V minulosti byl na lokalitě lesoparku zaznamenán i výr velký, který na Čeřovce již nehnízdí. Na Čeřovce mají v některých dutinových stromech letní kolonie netopýři. Byl nalezen uhynulý jedinec netopýra rezavého. Z dalších, vzácnějších živočichů jmenujme tesaříka pilunu, puštíka obecného, žlunu šedou nebo datla černého.

## Lesní hospodaření
Les v lesoparku Čeřovka je pozůstatkem starobylého lesního hospodaření - tzv. pařeziny. Jedná se o různověký les s polykormony, dendrotelmami a výstavky. V lese město Jičín zachovává doupné stromy označené v roce 2016 modrým trojúhelníkem. Pro vzácné brouky jsou v lokalitě zachovávány padlé kmeny stomů, mrtvé dřevo.

## Historie
V mladší době kamenné (6000–2000 př. n. l.) se využívaly rohovce z Čeřovky jako zdroj štípané industrie.
První písemná zmínka o porostlině a háji na Čeřovce z roku 1393. Čeřovku vlastnil Šimon z Čeřova. Od druhé poloviny 15. století má v držení les na Čeřovce město Jičín.[zdroj⁠?!] Od roku 1843 stojí na temeni kopce Čeřovka rozhledna Milohlídka. Nechal ji vybudovat krajský hejtman Hansgirg.
Pravděpodobně v padesátých letech 19. století otevřen na jihozápadním svahu kopce čedičový lom. Těžba byla ukončena do třiceti let.
Mezi lety 1887–1889 změnil místní okrašlovací spolek, jehož členkou byla i dcera Boženy Němcové – Theodora, prostor Čeřovky na městský přírodní park.[zdroj⁠?!] Roku 1889 byl na Čeřovce odhalen pomník spisovatele a novináře Antonína Štraucha. Roku 1908 byl vybudován pod Milohlídkou vodojem. Dnes zásobuje vodou přilehlou zástavbu a okresní nemocnici.
Roku 1915 byla k jezírku na Čeřovce umístěna socha Neptuna s trojzubcem. Po válce se ztratila neznámo kam.
Za druhé světové války byl do prostoru kolem rozhledny zakázán vstup a na vrcholu Milohlídky byl namontován triangulační stožár. Vojáci Wehrmachtu koncem války sledovali z rozhledny letecký provoz spojenců. Po válce byla vybudována na okraji Čeřovky tzv. Ruská mohyla, hrob padlých osvoboditelů.
V roce 1959 byla k stému výročí narození instalována na Čeřovku busta hudebního skladatele J. B. Foerstera.
Od roku 2015 probíhá v na Čeřovce každý rok hudební festival Propadák a cyklokrosový závod Toi Toi Cup. V červenci 2017 byla u vstupu do prostoru bývalého lomu umístěna informační tabule o geologii, mykologii, květeně, zvířeně a historii lokality.

## Rozhledna Milohlídka
Na temeni kopce se vypíná nejstarší rozhledna v Českém ráji, postavená roku 1843 z darů jičínských občanů. Podnět k jejímu postavení dal tehdejší krajský hejtman Josef Hansgirg a na stavbě pracovali ti nejchudší lidé, takže její výstavba měla i sociální rozměr. Rozhledna je postavena v novogotickém stavebním slohu. V 19. století sloužila rozhledna jako cíl romantických vycházek místních občanů, dnes již dosahuje zástavba Jičína vrchu Čeřovka a stromy rozhlednu přerostly.
Milohlídka má pouhých 8 m a na vrcholovou plošinu vede 60 schodů. V době vzniku byl v prostoru Čeřovky nízký křovinatý les, takže bylo vidět do okolí města. V průběhu let stromy vyrostly a dnes je výhled již pouze jihozápadním směrem. Z rozhledny lze spatřit rybník Kníže, Holínské předměstí města Jičína, zříceninu hradu Veliš s triangulačním bodem, obec Šlikova Ves s barokní sýpkou s bílou střechou, obec Březina, táhlý Velišský hřbet, obec Ostružno s dvouvěžovým kostelem Povýšení svatého Kříže, zalesněný vrch a současně přírodní památku Svatá Anna, obec Holín a Prachovské skály. O výhled se vedou spory, uvažuje se o prořezání stromů nebo o přístavbě rozhledny.

## Přístup
Automobilem se dá přijet přímo pod kopec a odtud pěšky po modré turistické značce až na vrchol k rozhledně, nebo využít jičínskou MHD, vystoupit ve Foersterově ulici na zastávce Jičín, Čeřovka a zbylých 250 metrů k Čeřovce dojít.